# ریوکو موریاما
ریوکو موریاما (به ژاپنی: 森山 良子، Moriyama Ryōko) (متولد ۱۸ ژانویه ۱۹۴۸) خواننده جاز ژاپنی است. پدرش هیساشی موریاما از پیش‌گامان جاز ژاپنی است. پسرش نائوتورو موریاما هم خواننده است.
موریاما به جوآن بائز ژاپنی معروف است. موسیقی‌های او معمولاً جزو پرفروش‌ترین‌ها نیستند. با این وجود قطعه‌ای از اون به نام Satokibi Batake شهرت زیادی کسب کرده است. این قطعه در باره‌ی تراژدی‌ای است در نبرد اوکیناوا. نسخه‌ی کامل این قطعه ۱۰ دقیقه است و وقتی برای اولین بار منتشر شد، برای پخش در رادیو بیش از اندازه طولانی تشخیص داده شد. در حال حاضر این قطعه خیلی معروف است و هر تابستان رادیو تلویزیون ملی ژاپن (ان‌اچ‌کی) نسخه‌ی کوتاه شده‌ای از آن را به عنوان کارزار ضد جنگ پخش می‌کند. در این قطعه کلمه‌ی زاواوا ۶۶ بار تکرار می‌شود و به همین دلیل این قطعه به زاواوا هم معروف شده.
یکی از آلبوم‌های سال ۱۹۶۹ وی با عنوان عشق ممنوع بیش از یک میلیون نسخه فروش داشت و جایزه‌ی دیسک طلایی را از آن خود کرد